# Luisa Mandou um Beijo
Luisa Mandou um Beijo é uma banda brasileira com estilo musical marcado por uma mistura dadaísta de influências, que incluem a bossa nova e o rock indie, a banda foi formada no Rio de Janeiro em 1999.
A banda Luisa Mandou Um Beijo além de ter músicas incluídas em coletâneas nacionais e internacionais, em 2005 lançou um álbum musical internacional.

## História

### Carreira
Em 1999 um grupo de músicos se uniram e formaram a banda Luisa Mandou um Beijo, e no mesmo ano fazem uma gravação caseira para o projeto solo de Fernando Paiva, e nisto eles gravam as músicas "Jazz" e "Low in C".
Em 2001 gravam durante ensaio um EP que ficou sem título, sendo o primeiro registro do grupo com Paulo Cesar, Pedro Paulo e Filipe.
2005 lançou um CD internacional, o primeiro sendo gravado, mixado e masterizado num estúdio profissional, este CD foi lançado no Brasil, na Inglaterra e na Espanha, o show do álbum foi em Funhouse (em São Paulo).
Em 2009 participou do festival Humaitá pra Peixe, no Rio de Janeiro e neste mesmo ano lançou novo álbum.
Em 2010 lançou seu primeiro CD gravado ao vivo sendo distribuído pela revista Sala 126 numa edição especial sobre a própria banda, o álbum foi gravado no espaço Multifoco no Rio de Janeiro
Em 2012 lançou novo álbum com Cristiano Xavier na bateria.

### Participações nacionais e internacionais
Em 2002 participou do álbum nacional Não Passe Álcool e do álbum People are required for people. People’s love is absolutely required for people lançado no Japão.
EM 2004 participou do álbum Let It Be lançado na Itália; Em 2006 participou do álbum Peachy Little Secrets lançado em Singapura
Em 2007 participou do álbum Share It, Spread It, Love It lançado na Alemanha e neste mesmo ano participou do álbum latino-americano de indie rock Porque Este Oceano Es El Tuyo, Es El Mio

## Integrantes
- Cristiano Xavier, na bateria;
- Daniel Paiva, no trompete;
- Fernando Paiva, na guitarra;
- Flávia Muniz, como vocalista;
- Paulo Cesar, no baixo;
- Pedro Paulo, na guitarra[3]

## Discografia

### Álbuns de carreira
| Álbuns | Álbuns                           | Álbuns | Álbuns                                                                                       |
| Ano    | Título                           | Mídia  | Gravadora                                                                                    |
| ------ | -------------------------------- | ------ | -------------------------------------------------------------------------------------------- |
| 2004   | (sem título)                     | CD     | Independente                                                                                 |
| 2005   | (sem título)                     | CD     | Midsummer Madness/Volume I (Brasil)</ br>A Rigueifa (Espanha)</ br> Action Pop! (Inglaterra) |
| 2009   | (sem título)                     | CD     | Midsummer Madness / Volume 1                                                                 |
| 2010   | Sala 126 – Luisa mandou um beijo | CD     | Multifoco (álbum com revista)                                                                |
| 2012   | (sem título)                     | CD     | Midsummer Madness/ Multifoco                                                                 |

### Participações
| Álbuns | Álbuns                                                                          | Álbuns | Álbuns                                  |
| Ano    | Título                                                                          | Mídia  | Gravadora                               |
| ------ | ------------------------------------------------------------------------------- | ------ | --------------------------------------- |
| 2002   | Não Passe Álcool                                                                | CD     | Midsummer Madness                       |
| 2003   | People Are Required For People. People’s Love Is Absolutely Required For People | CD     | Planos S                                |
| 2004   | Ler It Be                                                                       | CD     | My Honey Records                        |
| 2006   | Peachy little secrets                                                           | CD     | Fruir Records                           |
| 2006   | Porque Este Oceano Es El Tuyo, Es El Mio                                        | CD     | Si no puedo bailar, no es mi revolution |
| 2007   | Share It, Spread It, Love It                                                    | CD     | Creative Commons                        |
| 2006   | Peachy little secrets                                                           | CD     | Fruir Records                           |

## Composições
| "A Obsessão de Sueli"                     | Fernando Paiva                                                                                         |
| "A Odalisca e o Pirata"                   | Fernando Paiva                                                                                         |
| "Amarelinha"                              | Fernando Paiva                                                                                         |
| "Amoras, Peras e Maçãs"                   | Fernando Paiva e Luisa mandou um beijo                                                                 |
| Anselmo                                   | Fernando Paiva                                                                                         |
| Avenida Brasil                            | Paulo Cesar Carlos, Flávia Muniz e Luisa mandou um beijo                                               |
| Bauhaus Today                             | Fernando Paiva                                                                                         |
| Beira-mar                                 | Paulo Cesar Carlos, Flávia Muniz e Luisa mandou um beijo                                               |
| Boa tarde, Sr. Smith                      | Flávia Muniz                                                                                           |
| Borboleta imperial                        | Flávia Muniz                                                                                           |
| Capitu                                    | Fernando Paiva e Luisa mandou um beijo                                                                 |
| Carinhoso da canção                       | livre adaptação de Fernando Paiva e Pedro Paulo sobre a música original de Pixinguinha e João de Barro |
| Com um pote de geleia de morango nas mãos | Fernando Paiva                                                                                         |
| Cosquinhas de manhã (S.M.)                | Fernando Paiva                                                                                         |
| Desfeita em Luz                           | Fernando Paiva                                                                                         |
| Guardanapos                               | Fernando Paiva                                                                                         |
| História de princesas                     | Pedro Paulo e Flávia Muniz                                                                             |
| Jazz                                      | Fernando Paiva                                                                                         |
| Hoje, o mar dançou no céu                 | Fernando Paiva                                                                                         |
| Homem azul                                | Flávia Muniz                                                                                           |
| Homem-caravela                            | Pedro Paulo                                                                                            |
| Jet plane                                 | Flávia Muniz                                                                                           |
| Júlia                                     | Fernando Paiva                                                                                         |
| Lídia traída                              | Gustavo Seabra e Fernando Paiva – versão de “I don’t want, so she tried”, da banda Pelvs)              |
| Low in C                                  | Fernando Paiva                                                                                         |
| Mar bravio                                | Flávia Muniz                                                                                           |
| Mar sem sal                               | Fernando Paiva                                                                                         |
| Maracanã                                  | Fernando Paiva                                                                                         |
| Memórias da praia                         | Fernando Paiva                                                                                         |
| Na Capital                                | Flávia Muniz                                                                                           |
| O maracá                                  | Flávia Muniz                                                                                           |
| Os pensamentos solares de Seo Abílio      | Paulo Cesar Carlos                                                                                     |
| Peixe pequeno                             | Pedro Paulo Lopes Pinto                                                                                |
| Rua Santo Inácio                          | Pedro Paulo Lopes Pinto                                                                                |
| Sério, isto é muito                       | Fernando Paiva e Luisa mandou um beijo)                                                                |
| Traição lisboeta                          | Fernando Paiva e Luisa mandou um beijo)                                                                |
| Wee-out man                               | Fernando Paiva                                                                                         |
| Without you                               | Flávia Muniz                                                                                           |